# Brillia kultia
Brillia kultia är en tvåvingeart som beskrevs av Singh 1958. Brillia kultia ingår i släktet Brillia och familjen fjädermyggor. Inga underarter finns listade i Catalogue of Life.